# Johan Jacob Seidel

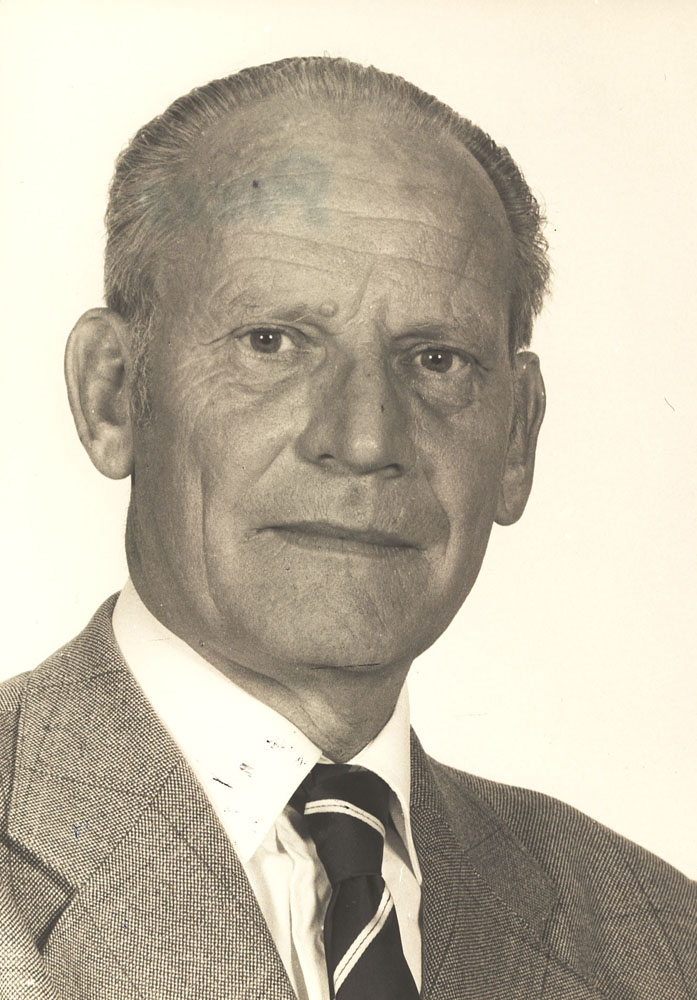
Jaap Seidel ca. 1985

Johan Jacob „Jaap“ Seidel (* 19. August 1919 in Den Haag; † 8. Mai 2001 in Eindhoven) war ein niederländischer Mathematiker, der sich mit Geometrie und Graphentheorie befasste. Er war Professor an der TU Eindhoven.

## Leben
Seidel ging auf das städtische Gymnasium in Den Haag und studierte ab 1937 an der Universität Leiden, wo er unter anderem ein Schüler von Hendrik Kloosterman war und 1940 seinen Kandidatenabschluss machte. Nach der Schließung der Universität unter deutscher Besatzung studierte er an der Freien Universität Amsterdam bei Johannes Haantjes. Sein Studium wurde unterbrochen, als er zu Zwangsarbeit in einer Fabrik bei Berlin eingezogen wurde. Er entkam und versteckte sich danach im Untergrund. Ab 1946 unterrichtete er am Vossius Gymnasium in Amsterdam und schrieb gleichzeitig an seiner Dissertation bei Haantjes und wurde 1948 an der Universität Leiden promoviert (De congruentie-orde van het elliptische vlak, Die Kongruenz-Ordnung der elliptischen Ebene). 1950 wurde er Dozent an der Universität Delft und 1954 organisierte er das Unterhaltungsprogramm für den Internationalen Mathematikerkongress in Amsterdam, wozu er eine Ausstellung von M. C. Escher organisierte. 1955 war er zu einem Studienaufenthalt in Rom und vertrat den erkrankten Haantjes in Leiden und 1956 wurde er Professor und Leiter der Mathematik-Fakultät an der neu gegründeten TU Eindhoven.
In Eindhoven wandte er sich der Graphentheorie zu, wobei er sich besonders mit stark regulären Graphen und Blockplänen befasste und mit Jacobus van Lint 1966 die nach ihm benannte Adjazenz-Matrix einführte, eine Variante der üblichen Adjazenzmatrix mit Einträgen 0 in der Diagonalen, −1 falls die Knoten verbunden sind und +1 falls nicht.

## Schriften
- D.  G Corneil, R. Mathon: Geometry and Combinatorics. Selected Works of J. J. Seidel, Academic Press, 1991